# Phyllonorycter

Phyllonorycter) är ett släkte av fjärilar som beskrevs av Jacob Hübner 1822. Phyllonorycter ingår i familjen styltmalar, Gracillariidae.

## Dottertaxa tillPhyllonorycter, i alfabetisk ordning[1][2]
- Phyllonorycter aberrans
- Phyllonorycter abrasella
- Phyllonorycter acaciella
- Phyllonorycter acanthus
- Phyllonorycter acerifoliella
- Phyllonorycter acerifoliellus
- Phyllonorycter aceripestis
- Phyllonorycter aceriphaga
- Phyllonorycter acratynta
- Phyllonorycter acutissimae
- Phyllonorycter adenocarpi
- Phyllonorycter aemula
- Phyllonorycter aeriferella
- Phyllonorycter agilella
- Phyllonorycter aino
- Phyllonorycter alaskana
- Phyllonorycter albanotella
- Phyllonorycter albimacula
- Phyllonorycter alluaudiella
- Phyllonorycter alni
- Phyllonorycter alnicolella
- Phyllonorycter alnivorella
- Phyllonorycter alpina
- Phyllonorycter amseli
- Phyllonorycter anceps
- Phyllonorycter anchistea
- Phyllonorycter andalusicus
- Phyllonorycter anderidae
- Phyllonorycter antiochella
- Phyllonorycter antitoxa
- Phyllonorycter apicinigrella
- Phyllonorycter apparella
- Phyllonorycter apparellus
- Phyllonorycter arbutusella
- Phyllonorycter argentifimbriella
- Phyllonorycter argentifrontella
- Phyllonorycter argentinotella
- Phyllonorycter argyrolobiella
- Phyllonorycter arizonella
- Phyllonorycter armeniella
- Phyllonorycter aurifascia
- Phyllonorycter auronitens
- Phyllonorycter baetica
- Phyllonorycter baldensis
- Phyllonorycter barbarella
- Phyllonorycter bartolomella
- Phyllonorycter bascanaula
- Phyllonorycter basistrigella
- Phyllonorycter bataviella
- Phyllonorycter belotella
- Phyllonorycter bicinctella
- Phyllonorycter bifurcata
- Phyllonorycter blancardella
- Phyllonorycter blancardellus
- Phyllonorycter brachylaenae
- Phyllonorycter brevilineatellus
- Phyllonorycter brunnea
- Phyllonorycter caraganella
- Phyllonorycter carpini
- Phyllonorycter caryaealbella
- Phyllonorycter caspica
- Phyllonorycter caudasimplex
- Phyllonorycter cavella
- Phyllonorycter cavellus
- Phyllonorycter celtidis
- Phyllonorycter celtifoliella
- Phyllonorycter celtisella
- Phyllonorycter cephalariae
- Phyllonorycter cerasicolella
- Phyllonorycter cerasicolellus
- Phyllonorycter cerasinella
- Phyllonorycter cerisolella
- Phyllonorycter chalcobaphes
- Phyllonorycter chiclanella
- Phyllonorycter chionopa
- Phyllonorycter christenseni
- Phyllonorycter chrysella
- Phyllonorycter cinctata
- Phyllonorycter clemensella
- Phyllonorycter clepsiphaga
- Phyllonorycter clerotoma
- Phyllonorycter cocciferella
- Phyllonorycter comparella
- Phyllonorycter comptoniella
- Phyllonorycter conformis
- Phyllonorycter conista
- Phyllonorycter connexella
- Phyllonorycter connexellus
- Phyllonorycter coryli
- Phyllonorycter corylifoliella
- Phyllonorycter corylifoliellus
- Phyllonorycter crataegella
- Phyllonorycter cretaceella
- Phyllonorycter cretata
- Phyllonorycter crimea
- Phyllonorycter cydoniella
- Phyllonorycter cytisella
- Phyllonorycter cytisifoliae
- Phyllonorycter cytisus
- Phyllonorycter dakekanbae
- Phyllonorycter deceptusella
- Phyllonorycter deleta
- Phyllonorycter delitella
- Phyllonorycter dentifera
- Phyllonorycter deschkai
- Phyllonorycter deschkanus
- Phyllonorycter deserticola
- Phyllonorycter diaphanella
- Phyllonorycter didymopa
- Phyllonorycter distentella
- Phyllonorycter diversella
- Phyllonorycter drepanota
- Phyllonorycter dubiosella
- Phyllonorycter dubitella
- Phyllonorycter dubitellus
- Phyllonorycter durangensis
- Phyllonorycter echinosparti
- Phyllonorycter elmaella
- Phyllonorycter emberizaepenella
- Phyllonorycter emberizaepenellus
- Phyllonorycter encaeria
- Phyllonorycter enchalcoa
- Phyllonorycter endryella
- Phyllonorycter engelhardiae
- Phyllonorycter epichares
- Phyllonorycter epispila
- Phyllonorycter eratantha
- Phyllonorycter ermani
- Phyllonorycter erugatus
- Phyllonorycter esperella
- Phyllonorycter esperellus
- Phyllonorycter estrela
- Phyllonorycter etnensis
- Phyllonorycter eugregori
- Phyllonorycter extincta
- Phyllonorycter fabaceaella
- Phyllonorycter fagifolia
- Phyllonorycter farensis
- Phyllonorycter fasciformis
- Phyllonorycter fitchella
- Phyllonorycter fiumella
- Phyllonorycter flava
- Phyllonorycter foliolosi
- Phyllonorycter fragilella
- Phyllonorycter fraxinella
- Phyllonorycter froelichiella
- Phyllonorycter froelichiellus
- Phyllonorycter fruticosella
- Phyllonorycter ganodes
- Phyllonorycter gemmea
- Phyllonorycter geniculella
- Phyllonorycter geniculellus
- Phyllonorycter genistella
- Phyllonorycter gerasimowi
- Phyllonorycter gerfriedi
- Phyllonorycter gigas
- Phyllonorycter ginnalae
- Phyllonorycter gozmanyi
- Phyllonorycter gracilis
- Phyllonorycter graecus
- Phyllonorycter grewiaecola
- Phyllonorycter grewiella
- Phyllonorycter haasi
- Phyllonorycter hagenii
- Phyllonorycter hancola
- Phyllonorycter hapalotoxa
- Phyllonorycter harrisella Synonym med Phyllonorycter harrisellus
- Phyllonorycter harrisellus Gulspetsad ekguldmal
- Phyllonorycter heegeriella
- Phyllonorycter heegeriellus
- Phyllonorycter helianthemella
- Phyllonorycter heringiellus
- Phyllonorycter hesperiella
- Phyllonorycter hibiscina
- Phyllonorycter hikosana
- Phyllonorycter hilarella
- Phyllonorycter hilarellus
- Phyllonorycter himalayana
- Phyllonorycter hissarella
- Phyllonorycter holodisci
- Phyllonorycter hostis
- Phyllonorycter humilitatis
- Phyllonorycter idolias
- Phyllonorycter ilicifoliella
- Phyllonorycter incanella
- Phyllonorycter incurvata
- Phyllonorycter infirma
- Phyllonorycter insignis
- Phyllonorycter insignitella
- Phyllonorycter insignitellus
- Phyllonorycter intermixta
- Phyllonorycter inusitatella
- Phyllonorycter iochrysis
- Phyllonorycter iranica
- Phyllonorycter iriphanes
- Lindguldmal, Phyllonorycter issikii
- Phyllonorycter iteina
- Phyllonorycter japonica
- Phyllonorycter jezoniella
- Phyllonorycter joannisi
- Phyllonorycter jozanae
- Phyllonorycter juglandicola
- Phyllonorycter juglandis
- Phyllonorycter juncei
- Phyllonorycter junoniella
- Phyllonorycter junoniellus
- Phyllonorycter kamijoi
- Phyllonorycter kautziella
- Phyllonorycter kearfottella
- Phyllonorycter kisoensis
- Phyllonorycter klemannella
- Phyllonorycter klemannellus
- Phyllonorycter klimeschiella
- Phyllonorycter koreana
- Phyllonorycter kuhlweiniella
- Phyllonorycter kumatai
- Phyllonorycter kurokoi
- Phyllonorycter kusdasi
- Phyllonorycter kuznetzovi
- Phyllonorycter laciniatae
- Phyllonorycter lalagella
- Phyllonorycter lantanae
- Phyllonorycter lantanella
- Phyllonorycter lapadiella
- Phyllonorycter latus
- Phyllonorycter laurocerasi
- Phyllonorycter lautella
- Phyllonorycter lautellus
- Phyllonorycter ledella
- Phyllonorycter lemarchandi
- Phyllonorycter leucaspis
- Phyllonorycter leucocorona
- Phyllonorycter leucographella
- Phyllonorycter leucographellus
- Phyllonorycter libanotica
- Phyllonorycter linifoliella
- Phyllonorycter lobeliella
- Phyllonorycter longispinata
- Phyllonorycter lonicerae
- Phyllonorycter loniceriphaga
- Phyllonorycter loxozona
- Phyllonorycter lucetiella
- Phyllonorycter lucidicostella
- Phyllonorycter luzonica
- Phyllonorycter lyoniae
- Phyllonorycter lysimachiaeella
- Phyllonorycter macedonica
- Phyllonorycter macrantherella
- Phyllonorycter maculata
- Phyllonorycter madagascariensis
- Phyllonorycter maestingella
- Phyllonorycter maestingellus
- Phyllonorycter malayana
- Phyllonorycter malella
- Phyllonorycter malicola
- Phyllonorycter mannii
- Phyllonorycter manzanita
- Phyllonorycter mariaeella
- Phyllonorycter martiella
- Phyllonorycter matsudai
- Phyllonorycter medicaginella
- Phyllonorycter melacoronis
- Phyllonorycter melanosparta
- Phyllonorycter melhaniae
- Phyllonorycter memorabilis
- Phyllonorycter menaea
- Phyllonorycter mespilella
- Phyllonorycter messaniella
- Phyllonorycter messaniellus
- Phyllonorycter mildredae
- Phyllonorycter millierella
- Phyllonorycter minutella
- Phyllonorycter mirbeckifoliae
- Phyllonorycter mongolicae
- Phyllonorycter monspessulanella
- Phyllonorycter montanella
- Phyllonorycter morrisella
- Phyllonorycter muelleriella
- Phyllonorycter myricae
- Phyllonorycter myricella
- Phyllonorycter nepalensis
- Phyllonorycter nevadensis
- Phyllonorycter nicellii
- Phyllonorycter nigrescentella
- Phyllonorycter nigrescentellus
- Phyllonorycter nigristella
- Phyllonorycter nipigon
- Phyllonorycter nipponicella
- Phyllonorycter nivalis
- Phyllonorycter obandai
- Phyllonorycter obscuricostella
- Phyllonorycter obsoleta
- Phyllonorycter obtusifoliella
- Phyllonorycter occitanica
- Phyllonorycter olivaeformis
- Phyllonorycter olympica
- Phyllonorycter oreas
- Phyllonorycter oregonensis
- Phyllonorycter orientalis
- Phyllonorycter ostryae
- Phyllonorycter ostryaefoliella
- Phyllonorycter ovalifoliae
- Phyllonorycter oxyacanthae
- Phyllonorycter oxygrapta
- Phyllonorycter parisiella
- Phyllonorycter parvifoliella
- Phyllonorycter pastorella
- Phyllonorycter pastorellus
- Phyllonorycter pavoniae
- Phyllonorycter penangensis
- Phyllonorycter pernivalis
- Phyllonorycter persimilis
- Phyllonorycter philerasta
- Phyllonorycter phyllocytisi
- Phyllonorycter pictus
- Phyllonorycter platani
- Phyllonorycter populi
- Phyllonorycter populialbae
- Phyllonorycter populicola
- Phyllonorycter populiella
- Phyllonorycter populifoliella
- Phyllonorycter propinquinella
- Phyllonorycter pruinosella
- Phyllonorycter pseuditeina
- Phyllonorycter pseudojezoniella
- Phyllonorycter pseudojoviella
- Phyllonorycter pseudolautella
- Phyllonorycter pseudoplataniella
- Phyllonorycter pterocaryae
- Phyllonorycter pulchra
- Phyllonorycter pumila
- Phyllonorycter pumilae
- Phyllonorycter purgantella
- Phyllonorycter pygmaea
- Phyllonorycter pyrifoliella
- Phyllonorycter pyrispinosae
- Phyllonorycter quercialbella
- Phyllonorycter quercifoliella
- Phyllonorycter quercifoliellus
- Phyllonorycter quercus
- Phyllonorycter quinqueguttella
- Phyllonorycter quinqueguttellus
- Phyllonorycter raikhonae
- Phyllonorycter rajella
- Phyllonorycter rajellus
- Phyllonorycter rebimbasi
- Phyllonorycter reduncata
- Phyllonorycter restrictella
- Phyllonorycter retamella
- Phyllonorycter rhododendrella
- Phyllonorycter rhynchosiae
- Phyllonorycter ribefoliae
- Phyllonorycter rileyella
- Phyllonorycter ringoniella
- Phyllonorycter robiniella
- Phyllonorycter robiniellus
- Phyllonorycter roboris
- Phyllonorycter rolandi
- Phyllonorycter rostrispinosa
- Phyllonorycter rubicola
- Phyllonorycter sagitella
- Phyllonorycter sagitellus
- Phyllonorycter salicicolella
- Phyllonorycter salicicolellus
- Phyllonorycter salicifoliella
- Phyllonorycter salictella
- Phyllonorycter salictellus
- Phyllonorycter sandraella
- Phyllonorycter scabiosella
- Phyllonorycter schreberella
- Phyllonorycter schreberellus
- Phyllonorycter scitulella
- Phyllonorycter scopariella
- Phyllonorycter scorpius
- Phyllonorycter scudderella
- Phyllonorycter sexnotella
- Phyllonorycter sibirica
- Phyllonorycter similis
- Phyllonorycter solani
- Phyllonorycter sorbi
- Phyllonorycter sorbicola
- Phyllonorycter spartocytisi
- Phyllonorycter spinicolella
- Phyllonorycter spinicolellus
- Phyllonorycter staintoniella
- Phyllonorycter staintoniellus
- Phyllonorycter stephanandrae
- Phyllonorycter stephanota
- Phyllonorycter stettinensis
- Phyllonorycter stigmaphyllae
- Phyllonorycter strigulatella
- Phyllonorycter strigulatellus
- Phyllonorycter styracis
- Phyllonorycter suaveolentis
- Phyllonorycter suberifoliella
- Phyllonorycter sublautella
- Phyllonorycter symphoricarpaeella
- Phyllonorycter takagii
- Phyllonorycter tangerensis
- Phyllonorycter telinella
- Phyllonorycter tenebriosa
- Phyllonorycter tenerella
- Phyllonorycter tenerellus
- Phyllonorycter tenuicaudella
- Phyllonorycter tiliacella
- Phyllonorycter triarcha
- Phyllonorycter tribhuvani
- Phyllonorycter tridentatae
- Phyllonorycter trifasciella
- Phyllonorycter trifasciellus
- Phyllonorycter triflorella
- Phyllonorycter trifoliella
- Phyllonorycter trinotella
- Phyllonorycter triplacomis
- Phyllonorycter triplex
- Phyllonorycter tristrigella
- Phyllonorycter tristrigellus
- Phyllonorycter tritaenianella
- Phyllonorycter tritorrhecta
- Phyllonorycter trojana
- Phyllonorycter troodi
- Phyllonorycter turanica
- Phyllonorycter turcomanicella
- Phyllonorycter turugisana
- Phyllonorycter uchidai
- Phyllonorycter uhlerella
- Phyllonorycter ulicicolella
- Phyllonorycter ulmi
- Phyllonorycter ulmifoliella
- Phyllonorycter ulmifoliellus
- Phyllonorycter valentina
- Phyllonorycter watanabei
- Phyllonorycter viburnella
- Phyllonorycter viburni
- Phyllonorycter viciae
- Phyllonorycter viminetorum
- Phyllonorycter vueltas
- Phyllonorycter vulturella
- Phyllonorycter yakusimensis
- Phyllonorycter yamadai
- Phyllonorycter zelkovae
- Phyllonorycter zonochares

## Bildgalleri

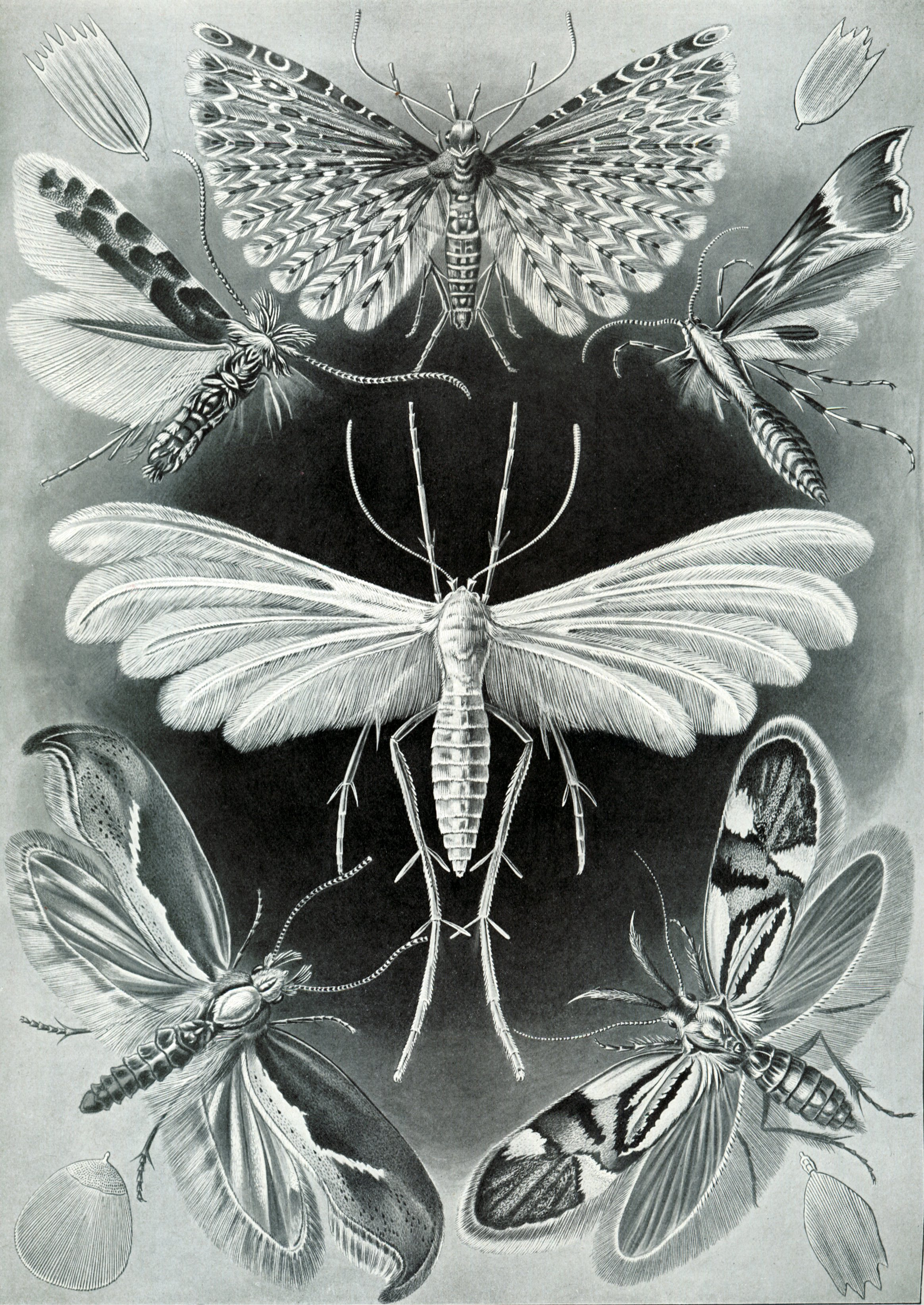
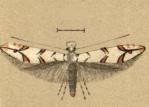